# Bruno Rémond
Pour les articles homonymes, voir Rémond.
Bruno Rémond, né le 18 octobre 1947, est un haut fonctionnaire, et poète français. Il est magistrat à la Cour des comptes et est le fils de l’historien René Rémond.

## Biographie

### Jeunesse et études
Bruno Rémond est le fils de René Rémond. 
Il est diplômé de l’Institut d'études politiques de Paris (promotion 1970 voie Service Public) et de l'École nationale d'administration (1972-1974, promotion Simone Weil). 

### Parcours professionnel
Il est conseiller-maître à la Cour des comptes.

### Parcours professoral
Il enseigne à l’institut d’études politiques de Paris à partir de 1974 comme maître de conférences, puis à partir de 1987 comme professeur. Membre du conseil d'administration de la Fondation nationale des sciences politiques, il soutient notamment l'élection d'Alain Lancelot au poste de directeur de l'institut.
Il est également professeur associé à l’École normale supérieure de Cachan.

### Parcours politique
Il et adjoint au maire de Cachan de 1992 à 2014.
Il a également publié plusieurs recueils de poèmes et a été primé par l’Académie française.

## Institut français des sciences administratives
Bruno Rémond est depuis 2009 trésorier de l'Institut français des sciences administratives présidée par Jean-Marc Sauvé et association reconnue d'utilité publique.

## Publications
Science politique et droit administratif
- Les Collectivités locales, avec Jacques Blanc (1945-...), ancien titulaire du cours de finances locales à Sciences Po Paris et à l'École nationale des Ponts et Chaussées, Presses de la Fondation nationale des sciences politiques et Dalloz, coll. « Amphithéâtre »  (ISSN 0981-7581), Paris, 1989, 433 p.  (ISBN 2-7246-0570-5) ; 3e éd. revue et mise à jour, 1999, 699 p.  (ISBN 2-7246-0661-2) [présentation en ligne]
- Sirius face à l’histoire. Morale et politique chez Hubert Beuve-Méry, préface d’André Fontaine, Presses de la Fondation nationale des sciences politiques, coll. « Références »  (ISSN 0293-5686) no 23, Paris, 1990, 267 p.  (ISBN 2-7246-0582-9) [présentation en ligne]
- La Région : une unité politique d’avenir, Montchrestien, coll. « Clefs Politique »  (ISSN 1159-2281), Paris, 1993, 159 p.  (ISBN 2-7076-0550-6)
- La Fin de l’État jacobin ?, Librairie générale de droit et de jurisprudence, coll. « Décentralisation et développement local »  (ISSN 0298-492X) no 1998, Paris, 1998, 117 p.  (ISBN 2-275-01665-1)
- De la démocratie locale en Europe, Presses de Sciences Po, coll. « La Bibliothèque du citoyen »  (ISSN 1272-0496), Paris, 2001, 156 p.  (ISBN 2-7246-0841-0) [présentation en ligne]
- « La Région, une France d’avenir », préface d’Alain Rousset et Adrien Zeller, numéro des Cahiers de l’Institut de la décentralisation  (ISSN 1294-8616), no 9-III/2006, 2006, 60 p.

Poésie
- Vermeil, illustré par Bruno Le Sourd, Éditions Saint-Germain-des-Prés, coll. « À l’écoute des sources », Paris, 1991, 38 p.  (ISBN 2-243-03299-6)
- Les Gradins du temps, illustré par Bruno Le Sourd, Éditions Saint-Germain-des-Prés, Paris, 1992, 55 p.  (ISBN 2-243-03360-7)
- Réel absolu, Librairie-galerie Racine, coll. «  Saint-Germain-des-Prés »  (ISSN 1285-9494), Paris, 1998, 66 p.  (ISBN 2-243-03721-1)

## Distinctions
- 1999 : médaille de bronze du prix Théophile-Gautier, décerné par l’Académie française, pour Réel absolu.